# Kip Hill
Kip Hill – wieś w Anglii, w hrabstwie Durham. Leży 160 km na północny zachód od miasta Durham i 522 km na północny zachód od Londynu.